# Habia cristata
Habia cristata е вид птица от семейство Cardinalidae.

## Разпространение
Видът е разпространен в Колумбия.